# 犹太西班牙语
犹太西班牙语（西班牙語：judeoespañol），又稱拉迪諾語（Ladino）、Judezmo、Espanyol、Spaniolit等，是一個源自於中世紀西班牙語的羅曼語言，使用者主要是塞法迪犹太人。身為猶太後裔使用的語言，犹太西班牙语融合了希伯來語和亞拉姆語，尚受到阿拉伯語、土耳其語和少部分希臘語等語言的影響，因為塞法迪猶太人在鄂圖曼帝國時期流亡時經過這些地方。
就像舊西班牙語，犹太西班牙语保留著上顎音[ʃ]和[ʒ]，這兩個音在現代西班牙語中都已轉變成[χ]。但與舊西班牙語不同的是，犹太西班牙语接受了一個希伯來語的/χ/音。在某些地方，也發展出獨特的犹太西班牙语用法，比如以 muestro 替代 nuestro (our)。
就如同其他猶太語言，犹太西班牙语是瀕危語言，能夠流利使用的母語者大多為老年人，許多人在20世紀移民回以色列定居，他們並沒有教導他們的後代使用犹太西班牙语。然而近年來在賽法迪社群間興起小型的語言復興運動，特別是在音樂方面。而在拉丁美洲等地的孤立猶太人社群中，犹太西班牙语近來有逐漸融入當地西班牙語而被同化的危險。

## 語言名字
该语言的另称“拉迪諾”是“拉丁”的轉化。這種語言也被稱作Judæo-Spanish、Sefardi、Dzhudezmo、Judezmo以及Spanyol；Haquitía(源自阿拉伯語 haka حكى, "tell") 與北非方言有關，尤其是摩洛哥。這種方言在阿爾及利亞的Oran地區被稱為Tetuani，是因摩洛哥城市得土安而得名，因為很多Oranais猶太人來自這城市。在希伯來語中，這種語言被稱為Spanyolit。

## 現代教育
和意第緒語一樣，犹太西班牙语近來在美國和以色列大學教育中漸有復甦，然而由於猶太族裔的族群比例因素，各大學傾向開設意第緒語課程而非犹太西班牙语。目前美國有開設犹太西班牙语言課程的大學有賓夕法尼亞大學和塔夫茨大學，至於在以色列則是耶路撒冷希伯來大學提供犹太西班牙语課程。

## 外部連結
Genealogy:
- Sefardies.org  Sephardic Genealogy and official web in Spain
- Sephardic Genealogy （页面存档备份，存于）
- Multiple searchable databases for Sephardic genealogy （页面存档备份，存于）
- Consolidated Index of Sephardic Surnames （页面存档备份，存于）
- Extensive bibliography for Sephardim and Sephardic Genealogy （页面存档备份，存于）
- Sephardic names translated into English